# Пенати
Пенати (Penates Di) су римски богови, заштитници римских огњишта, породице (Penates familiares) и државе (Penates publici).Као чувари породичног огњишта повезани су с Ларима, а као заштитници државе са богињом Вестом.

## Божанства
То је група божанстава различитих имена која се брине о напретку и добру куће. Због тога њихов број није утврђен и свака породица је, по слободном избору, сврставала одређена божанства у ову групу. Најчешће су то Веста, Јупитер, Фортуна и Меркур. У почетку су били поштовани у приватном култу, а тек од времена Царства и у државном. Њихов жртвеник је кућно огњиште. При сваком важном догађају и сваком оброку у породици Пенатима је приношена жртва. У државној религији средиште култа налазило се у храму богиње Весте. У ову групу Пената убрајају се сва божанства која брину о добробити државе.

## Култ богиње Весте
Култ богиње Весте и државних Пената пренесен је у Рим из Лавинија. Због тога су римски конзули приликом ступања на дужност приносили жртве Вести.